# Sam Chedgzoy
Samuel Chedgzoy, detto Sam (Ellesmere Port, 27 gennaio 1889 – Montréal, 7 gennaio 1967), è stato un calciatore e allenatore di calcio inglese.
A lui si deve una delle più significative modifiche regolamentari del gioco del calcio, riguardante il calcio d'angolo.

## Carriera
Dopo aver giocato inizialmente a livello locale e non professionistico nel Birnell's Ironworks di Ellesmere Port, Chedgzoy esordì con la maglia dell'Everton nel Boxing Day del 1910; da allora vestì la maglia dei Blues per 16 stagioni, fino al 1926. Ha collezionato in totale 300 presenze e 36 reti (di queste, 21 presenze e 3 reti in FA Cup). Veloce ala destra, aiutò l'Everton a conquistare la First Division 1914-1915. Negli stessi anni di militanza nei Toffees venne convocato in Nazionale, esordendo il 15 marzo 1920 contro il Galles; collezionerà altre 7 presenze fino al 1924.
Proprio nel 1924 fu convinto dal brigadiere generale Frank Stephen Meighen a trasferirsi a Montréal in Canada per allenare la squadra delle Grenadier Guards nel campionato interprovinciale. Chedgzoy accettò, pur senza lasciare l'Everton; riuscì infatti a concludere la stagione in Canada, tornando a Liverpool in tempo per l'inizio del campionato inglese.
Conclusa definitivamente l'esperienza all'Everton, Chedgzoy giocò dal 1926 al 1930 nell'American Soccer League con i New Bedford Whalers di New Bedford (Massachusetts), con cui disputò 164 partite mettendo a segno 21 reti. Nel 1930 fece ritorno a Montréal, poiché ingaggiato per il doppio ruolo di allenatore-giocatore dei Montreal Carsteel in National Soccer League. Vinse il titolo canadese nel 1936, confermandosi anche nel 1939 e nel 1940; aveva già raggiunto la finale consecutivamente dal 1931 al 1934.
Chedgzoy disputò la sua ultima partita nel 1939, rimanendo allenatore fino al 1940. Dopo il ritiro lavorò alla Canada Car and Foundry Company.

## Il calcio d'angolo
Il nome di Sam Chedgzoy si lega a una importante modifica regolamentare del gioco del calcio. Fino al 1924 le regole prevedevano che una squadra avrebbe potuto realizzare un gol da calcio d'angolo solo dopo il tocco di almeno un altro giocatore; quell'anno l'International Football Association Board (IFAB) stabilì che la rete sarebbe stata convalidata anche se scaturita direttamente dal corner, senza ulteriori tocchi (fu il caso del cosiddetto gol olimpico realizzato da Cesáreo Onzari). La regola però rivelava alcune lacune, come notò un giornalista locale di Liverpool, il quale informò proprio Chedgzoy della sua idea: battere il calcio d'angolo senza passare la palla ai compagni, ma arrivando palla al piede sino alla porta avversaria, proprio per evidenziare i difetti della norma.
Chedgzoy accettò la proposta (convinto anche dall'offerta di 2 sterline) e mise in atto il tentativo il 15 novembre 1924, durante il primo tempo della sfida contro il Woolwich Arsenal, partita di inizio stagione 1924-1925. Invece di crossare, arrivò con la palla al piede sin dentro l'area di rigore, calciando il pallone verso la porta nella sorpresa generale di arbitro, avversari e spettatori. Le fonti sono discordanti sull'esito del tiro, ma la più affidabile afferma che terminò a lato della rete, dando solo l'illusione del gol.
L'episodio costrinse l'IFAB a modificare la regola, imponendo il limite di un tocco per il calciatore che batte il calcio d'angolo (mantenendo quindi inalterata la possibilità di calciare direttamente verso la porta).

## Palmarès

### Giocatore

#### Competizioni nazionali
- Campionato inglese: 1

Everton: 1914-1915